# مامی یاماساکی
مامی یاماساکی (انگلیسی: Mami Yamasaki؛ زاده ۲۰ سپتامبر ۱۹۸۵) یک مانکن اهل ژاپن است. 